# Jorge Martínez Busch
Jorge Martínez Busch (San Bernardo, Santiago, 13 de septiembre de 1936-Viña del Mar, 14 de octubre de 2011) fue un almirante chileno Comandante en jefe de la Armada de Chile entre 1990 y 1997 y, senador institucional, entre los años 1998 y 2006.

## Familia y estudios
Su padre fue el General de División Ejército Héctor Martínez Amaro, y su madre fue Hilda Busch Portales. Estudió en el Instituto Zambrano de la Congregación de los Hermanos de las Escuelas Cristianas, en Santiago.

### Matrimonio e hijos
Se casó con Carmen García Drummond, con quien tuvo 3 hijos: Jorge, María Victoria y Gonzalo.

## Carrera naval
Ingresó a la Escuela Naval Arturo Prat el 6 de febrero de 1951, egresando como guardiamarina el 1 de enero de 1957. Martínez Busch estuvo destinado en diversas unidades y reparticiones de la Armada. Estuvo al mando de la barcaza «Bolados», la torpedera «Guacolda», el cazasubmarino «Papudo» y los destructores «Ministro Portales» y «Almirante Riveros». Martínez era especialista en Estado Mayor y torpedos, armas antisubmarinas y minaje. Además era uno de los más reconocidos expertos en geopolítica de Chile, habiendo escrito varios libros al respecto.
El 8 de marzo de 1990, el Gobierno le confirió el ascenso al grado de almirante, y asumió la Comandancia en Jefe de la Armada de Chile, sucediendo al almirante José Toribio Merino. Con ello también asumió brevemente como integrante (y presidente) de la Junta de Gobierno, hasta el 11 de marzo de 1990, fecha en que entró en funciones el Congreso Nacional.
Durante su período en la comandancia enarboló el concepto de «mar presencial», según el cual Chile debe proyectarse hacia el Océano Pacífico, más allá de las aguas territoriales, protegiendo el patrimonio marítimo y la seguridad nacional. El 14 de noviembre de 1997, se acogió a retiro voluntario de la Armada.

## Antecedentes militares
- 1951: Cadete Escuela Naval Arturo Prat
- 1957: Guardiamarina
- 1958: Subteniente
- 1961: Teniente 2.º
- 1966: Teniente 1.º
- 1973: Capitán de Corbeta
- 1978: Capitán de Fragata
- 1983: Capitán de Navío
- 1987: Contralmirante
- 1989: Vicealmirante
- 1990: Almirante

## Condecoraciones
Nacionales
- Condecoración Presidente de la República (Collar de la Gran Cruz)
- Condecoración Presidente de la República (Gran Oficial)
- Estrella Militar de las Fuerzas Armadas (Gran Estrella Al Mérito Militar) (30 años)
- Estrella Militar de las Fuerzas Armadas  (Estrella Al Mérito Militar) (20 años)
- Estrella Militar de las Fuerzas Armadas (Estrella Militar) (10 años)
- Cruz de Malta  (Academia de Guerra Naval)
- Diosa Minerva (Profesor Militar)
- Minerva  (Academia de Guerra Naval)
- Servicios Distinguidos (11.SEP.73)
- Misión Cumplida
- Condecoración Cruz de Servicio a Bordo, Primera Clase.
- Condecoración "Orden O´Higginiana" (Instituto O´Higginiano de Chile).

Extranjeras
- Orden del Mérito Naval "Almirante Padilla" (Gran Cruz), Colombia
- Orden al Mérito Militar Antonio Nariño (Gran Cruz), Colombia
- Orden del Mérito Naval (Gran Oficial), Brasil
- Estrella de las Fuerzas Armadas (Gran Estrella al Mérito Militar), Ecuador
- Estrella de las Fuerzas Armadas (Estrella al Mérito Militar), Ecuador
- Medalla al Mérito Naval Comandante Pedro Campbell, Uruguay
- Orden al Mérito Naval (Primera Clase), Venezuela
- Orden del Mérito Naval (Gran Cruz (distintivo blanco), España
- Legión al Mérito (Comandante), EE. UU.
- Orden de Mayo al Mérito Naval (Gran Cruz), Argentina
- Orden Nacional al Mérito (Gran Cruz), Colombia

## Senador
El 23 de diciembre de 1997, el Consejo de Seguridad Nacional lo nombró senador institucional por un período de ocho años, a partir del 11 de marzo de 1998. Durante todo su período como parlamentario fue integrante de la Comisión de Relaciones Exteriores del Senado de Chile. Hasta marzo de 2002 fue también presidente de la Comisión de Intereses Marítimos, Pesca y Acuicultura.
Su retiro del Senado en marzo de 2006 coincidió con el fin de los senadores institucionales, como consecuencia de la reforma constitucional aprobada en el año anterior.
En 2002 fue, junto con el exgeneral director de Carabineros Fernando Cordero, uno de los fundadores del Movimiento Unitario Nacional (MUNA), agrupación política que buscaba reunir a militares retirados y aspiraba a convertirse en partido político, lo cual finalmente no prosperó.

## Muerte
Falleció la madrugada del 14 de octubre de 2011 en el Hospital Naval Almirante Nef de Viña del Mar, debido a un cáncer que sufría hace años.

## Actividad académica
- Profesor de Logística y Seguridad Nacional en la Academia de Guerra Naval.
- Profesor de guerra naval en la Academia de Guerra del Ejército y de la Fuerza Aérea.
- Profesor de Geopolítica en la Universidad Técnica Federico Santa María.
- Completó estudios de Magíster en Historia Mundial en la Universidad Católica de Valparaíso.
- Profesor Investigador del Instituto de Ciencia Política de la Universidad de Chile.
- Miembro Correspondiente de la Academia Chilena de Historia.
- Presidente de la Academia de Historia Naval y Marítima de Chile.
- Presidente del Instituto Geopolítico de Chile.
- Director del Instituto de Estudios del Pacífico en la Universidad Gabriela Mistral.

## Títulos académicos
- Profesor Militar de Escuela (ramo: Guerra Antisubmarina) y de Academia (cátedra: Logística).
- Magíster en Ciencias Navales y Marítimas con Mención en Estrategia.
- Licenciado en Ciencias Navales y Marítimas con Mención Estrategia.
- Ingeniero en Armas con Mención Torpedos, Armas A/S y Minaje.
- Profesor Honoris Causa de la Universidad Marítima de Chile.

## Obras
- Oceanopolítica: una alternativa para el desarrollo (1993)
- Cuenca del Pacífico: la puerta del desarrollo (2002)
- Capitán Prat: El acorazado olvidado (2013; publicado póstumamente)